# Esther Afua Ocloo
Esther Afua Ocloo, nascida Esther Afua Nkulenu, (18 de Abril de 1919 – 8 de Fevereiro de 2002) foi uma empreendedora ganesa, pioneira do microcrédito.
Foi uma das fundadoras do Women's World Banking, em 1976, juntamente com Michaela Walsh e Ela Bhatt, sendo a primeira presidente do conselho de curadores. Recebeu em 1990 o Prémio Africano para a Liderança. Era membro da Unity Worldwide Ministries.

## Início de vida e educação
Afua Nkulenu nasceu na Região do Volta, filha de George Nkulenu, um ferreiro, e de sua mulher Georgina, oleira e agricultora. Após ser enviada pela sua avó para uma escola primária presbiteriana, continuou os estudos num internato em Peki Blengo. Devido à pobreza, viajou semanalmente de casa para a escola, abastecendo-se de comida que preparava para si mesma, de modo a evitar despesas. Ao ganhar uma bolsa de estudos para a Achimota School, a sua tia ofereceu-lhe dinheiro para viajar até a escola. Aí estudou entre 1936 e 1941, quando obteve o Cambridge School Certificate. 
Nkulenu foi a primeira pessoa a iniciar um negócio formal de processamento de alimentos na Costa do Ouro; construiu um negócio de fornecimento de geleia e sumo de laranja para  Achimota School e o RWAFF. Patrocinada pelo Achimota College, visitou a Inglaterra entre 1949 e 1951, sendo a primeira pessoa negra a obter um diploma de cozinheiro da Good Housekeeping Institute , em Londres, e a tirar uma pós-graduação no Curso de Conservação de Alimentos de Long Ashton Research Station, no Departamento de Horticultura da Universidade de Bristol.